# Женский секрет
«Женский секрет» (англ. A Woman's Secret) — нуаровая мелодрама режиссёра Николаса Рэя, которая вышла на экраны в 1949 году.
Фильм поставлен по роману Викки Баум и рассказывает о звезде эстрады Мэриэн Уошбёрн (Морин О’Хара), которая, потеряв голос, стала наставницей начинающей талантливой певицы Сьюзен Колдвелл (Глория Грэм). Когда Сьюзен неожиданно объявляет о своём желании уйти из шоу-бизнеса, между двумя женщинами возникает спор, заканчивающийся выстрелом и ранением Сьюзен. Близкий друг и партнёр обеих женщин Люк Джордан (Мелвин Дуглас) рассказывает инспектору полиции Фаулеру (Джей С. Флиппен) историю взаимоотношений двух женщин, приведшую к такому итогу.
Критики в целом невысоко оценили картину из-за излишней сентиментальности, чрезмерно путаного повествования и неправдоподобности завязки с «ложным» признанием. Вместе с тем, актёрская игра получила преимущественно положительные отзывы.
Это был первый фильм знаменитого впоследствии режиссёра Николаса Рэя, который вышел на экраны, хотя до этого он уже успел снять картину «Они живут по ночам», которая руководством студии была положена на два года на полку, после чего произвела сенсацию.

## Сюжет
После записи своего очередного выступления на радио певица Сьюзен Колдвелл, известная своим поклонникам как Эстреллита (Глория Грэм), возвращается в свою шикарную нью-йоркскую квартиру, где живёт вместе со своей наставницей Мэриэн Уошбёрн (Морин О’Хара). Между двумя женщинами сразу же возникает спор, после того, как Сьюзен заявляет, что она устала и хочет уйти из шоу-бизнеса. Озабоченная Мэриэн заявляет, что Сьюзен сильно изменилась с тех пор, как приехала из Нового Орлеана полтора месяца назад, и поднимается вслед за Сьюзен на второй этаж, откуда несколько мгновений спустя слышится выстрел. Служанка Молли (Вирджиния Фармер) быстро бежит наверх, где видит, как Мэриэн склонилась над распростёртой на полу Сьюзен. Вскоре по вызову Мэриэн прибывает врач, который заявляет, что Сьюзен ранена и ей нужна срочная операция. Затем появляется инспектор полиции Фаулер (Джей С. Флиппен), которому Мэриэн сознаётся, что это она стреляла в Сьюзен. Мэриен доставляют в полицейский участок, откуда она вызывает своего многолетнего партнёра и самого близкого ей человека, популярного пианиста Люка Джордана (Мелвин Дуглас). Люк немедленно направляется к авторитетному адвокату Бруку Мэтьюзу (Виктор Джори), который до последнего времени состоял в романтических отношениях с Сьюзен, и которые она прекратила после возвращения из Нового Орлеана. В полиции Мэриэн в присутствии ассистента окружного прокурора Робертса (Роберт Уорвик), Фаулера, Люка и Брука рассказывает о происшедшем, беря на себя всю ответственность за то, что она стреляла в Сьюзен. На вопрос инспектора, откуда она взяла «люгер», из которого был сделан выстрел, она отвечает, что ей подарил его американский солдат в одном из парижских кафе, которое она посещала вместе с Сьюзен. После допроса Люк заявляет Фаулеру, что не верит рассказу Мэриэн, считая, что она не способна на убийство. После того, как Фаулер также выражает сомнение в правдивости его рассказа, Люк приглашает инспектора в ресторан, где рассказывает ему историю отношений Мэриэн и Сьюзен:
Когда-то Мэриэн была подающей большие надежды эстрадной певицей, а Люк был её аккомпаниатором. Однако её карьера резко оборвалась, когда во время одного из выступлений она неожиданно потеряла голос. Хотя голос постепенно стал восстанавливаться, однако её профессор музыки констатировал, что Мэриэн больше не сможет петь на том уровне, на котором пела ранее. Удручённая Мэриэн уходит от профессора вместе с Люком, который направляется в качестве эксперта на прослушивание актрис в одно из бродвейских шоу. Люк приглашает Мэриэн пойти вместе с ним, и уже в театре они видят молодую хрупкую девушку, которая прямо на лестнице теряет сознание и падает. Выяснив, что девушка, которую зовут Сьюзен Колдвелл, уже в течение нескольких дней ничего не ела и держалась только на кофе, Мэриэн и Люк привозят её к себе домой, чтобы накормить. Во время разговора выясняется, что Сьюзен приехала из маленького городка Азуза в Калифорнии, где у неё осталась мать, которая снова вышла замуж и живёт отдельной от неё жизнью. Сьюзен устроилась на работу в универмаг, тратя заработанные деньги на гадалку, рассчитывая таким образом узнать своё будущее. Когда по просьбе Мэриэн и Люка девушка им спела, они поняли, что у неё есть данные для того, чтобы стать настоящей певицей. Как выразился Люк, она обладала «голосом с гормонами». Окончательно поняв, что её карьера певицы закончена, Мэриэн решила стать наставницей Сьюзен и вывести её в большие артистки.
После завершения обеда Люк прерывает свой рассказ, отправляясь в больницу, чтобы навестить Сьюзен. Так как её палату охраняет полицейский, никого не пуская внутрь, Люк вынужден пройти в комнату ожидания, где знакомится с Ли Креншоу (Билл Уильямс), бывшим солдатом, который приехал специально к Сьюзен из Нового Орлеана. Выяснив, что он познакомился с Сьюзен и Мэриэн в Париже, Люк заключает, что именно он и подарил Мэриэн оружие. Из больницы Люк направляется домой к Фаулеру, где продолжает свой рассказ в присутствии жены инспектора Мэри (Мэри Филипс), которая увлекается детективными историями и считает себя детективом-любителем:
Мэриэн стала обучать Сьюзен как вокальному мастерству, так и общей культуре и хорошим манерам. Однако в Нью-Йорке было слишком много моментов, отвлекавших Сьюзен от занятий, и Мэриэн решила вывезти её в Париж. Некоторое время спустя Люк получил от Мэриэн письмо, из которого понял, что что-то пошло не так. Срочно приехав в Париж, Люк выяснил, что полтора месяца назад Сьюзен сбежала вместе с торговцем обувью в Алжир, откуда прислала Мэриэн открытку. Люк поехал в Алжир, где нашёл Сьюзен в одном из американских ресторанов, где она работала певицей. Там он решил дать ей сценическое имя «Эстреллита» после того, как услышал, как пианист наигрывал популярную песню с таким названием. Затем вместе с Мэриэн они вернулись на трансатлантическом лайнере в Нью-Йорк. Когда на борту лайнера Сьюзен исполняла песню «Эстерллита», в неё буквально с первого взгляда влюбился богатый адвокат Брук Мэтьюз, известный как меценат, организующий финансовую поддержку различных творческих проектов. Брук начал финансировать карьеру Сьюзен, и вскоре она стала одной из звёзд нью-йоркской эстрады.
Действие возвращается в квартиру Фаулерсов, где Мэри просит у мужа разрешения ещё раз осмотреть квартиру Сьюзен. Там Мэри не удаётся найти ничего интересного, однако когда она уже собирается уходить, служанка Молли даёт ей ключ от номера в мотеле в Новом Орлеане, который Сьюзен просила её отправить обратно в мотель незадолго до того, как в неё стреляли. Тем временем в ожидании результатов операции, Ли признаётся Люку, что действительно подарил свой «люгер», но не Мэриэн, а Сьюзен. После того, как врачи, наконец, разрешают допросить Сьюзен, она в полусознательном состоянии подтверждает прокурору и полиции версию Мэриэн. Инспектор Фаулер уже склоняется к тому, чтобы обвинить Мэриэн в том, что она стреляла в Сьюзен, однако в этот момент его жена Мэри показывает мужу ключ от номера в мотеле. Мэри также обращает внимание на то, что перед допросом Сьюзен, медсестра читала ей газетные новости, в том числе, и о покушении на неё, и, вполне возможно, Сьюзен, которая мало что помнит и не вполне пришла в себя, приняла газетную версию за собственные воспоминания. Когда Сьюзен показывают ключ, она вдруг вспоминает, что некоторое время назад в Новом Орлеане вышла замуж за Ли, однако очень быстро в нём разочаровалась и сбежала в Нью-Йорк. Затем она рассказывает, что получила от Ли пугающую по тону телеграмму, в которой тот сообщал, что приедет за ней в Нью-Йорк. После этого Сьюзен достала из стола «люгер», который положила на столик рядом с кроватью. В тот роковой вечер, зайдя в комнату, Мэриэн прочитала телеграмму, а затем увидела пистолет, решив, что Сьюзен хочет застрелиться. Когда Мэриэн попыталась забрать оружие, Сьюзен также схватилась за него. Между женщинами началась борьба, в результате которой пистолет непроизвольно выстрелил, ранив Сьюзен. После этих слов Сьюзен Фаулер снимает все обвинения с Мэриэн. Сьюзен решает восстановить отношения с Бруком, а Мэриэн наконец соглашается выйти замуж за Люка.

## В ролях
- Морин О’Хара — Мэриэн Уошбёрн
- Мелвин Дуглас — Люк Джордан
- Глория Грэм — Сьюзен Колдвелл / Эстреллита
- Билл Уильямс — Ли Креншоу
- Виктор Джори — Брук Мэтьюз
- Мэри Филипс — миссис Мэри Фаулер
- Джей С. Флиппен — инспектор полиции Джим Фаулер
- Роберт Уорик — ассистент окружного прокурора Робертс
- Курт Конуэй — доктор
- Энн Шумейкер — миссис Мэтьюз, мать Брука
- Вирджиния Фармер — Молли, служанка Уошбёрн

## Создатели фильма и исполнители главных ролей
Как пишет историк кино Гленн Эриксон, «кажется, трудно поверить в то, что столь почитаемый кинорежиссёр, как Николас Рэй проработал в Голливуде всего 12 лет, создав за это время 17 фильмов». Как отмечает Эриксон, «Рэй пришёл в режиссёры окольными путями, во много благодаря покровительству трёх талантливых представителей киноиндустрии — Элии Казана, Джона Хаусмана и Германа Манкевича». По словам киноведа, первый фильм Рэя «Они живут по ночам» едва не остался без проката из-за смены власти в руководстве кинокомпании RKO. Рэй подписал договор как режиссёр студии в начале 1947 года, когда компанией руководил Дор Шари. На предварительных показах фильм собрал хорошие отзывы, но когда Говард Хьюз купил студию, он задержал выход фильма на два года. После съёмок «Они живут по ночам» Хьюз отправил Рэя в аренду для постановки первой продюсерской работы Богарта — судебной драмы «Стучись в любую дверь» (1949), которая стала хитом, и это в свою очередь укрепило позиции Рэя в отношениях c Хьюзом, который в итоге дал добро на прокат «Они живут по ночам». Вскоре после этого Рэй поставил некоторые из своих лучших картин, среди которых «В укромном месте» (1950), «Джонни Гитара» (1954) и «Бунтарь без цели» (1955).
Главные роли в картине исполнили две голливудские звезды — Морин О’Хара и Глория Грэм. О’Хара к тому времени сыграла главные роли в таких успешных картинах, как «Горбун из Нотр-Дама» (1939), «Как зелена была моя долина» (1941), «Эта земля моя» (1943) и «Чудо на 34-й улице» (1947). Незадолго до этой картины Глория Грэм сильно сыграла симпатичную девушку по вызову в фильме «Перекрёстный огонь» (1947), а в начале 1950-х годов стала одной из самых популярных актрис жанра фильм нуар, сыграв в таких успешных фильмах, как «В укромном месте» (1950), «Злые и красивые» (1952), «Внезапный страх» (1952), «Большая жара» (1953) и «Человеческое желание» (1954). 1 июня 1948 года Николас Рэй и Глория Грэм поженились. Согласно современным источникам, во время работы над фильмом у них был роман, а на момент их свадьбы она была уже на четвёртом месяце беременности. Джей С. Флиппен, который сыграл в фильме роль инспектора Фаулера, был на свадьбе шафером. В 1952 году Рэй и Грэм развелись, а в 1960 году она вышла замуж аз сына режиссёра Энтони Рэя.

## История создания фильма
Как пишет историк кино Фрэнк Миллер, «Джон Хаусман, который в то время входил в руководстве RKO Pictures, незадолго до того взял на работу Хермана Манкевича, сценариста, с которым он работал на фильме „Гражданин Кейн“ (1941)». У Манкевича к тому времени была репутация человека, «не способного на постоянную работу из-за проблем с алкоголем и азартными играми, однако он сделал одну последнюю попытку добиться успеха в качестве продюсера и сценариста этого фильма». Фильм стал его первой работой после четырёхлетнего простоя. В конце концов, как написал Деннис Шварц, «из-за провала фильма камбэк Манкевича так и не состоялся». После этой картины Манкевич написал всего один сценарий, умерев в 1953 году в возрасте 55 лет.
Для создания картины Хаусман и Манкевич выбрали роман «Долгое отрицание» австрийской писательницы Викки Баум, прославившейся благодаря роману «Гранд-Отель», по которому в 1932 году был поставлен очень успешный одноимённый фильм. «Долгое отрицание» публиковался в журнале Collier’s как роман с продолжением в период с 1 июня по 22 июня 1946 года, и в том же году был опубликован отдельной книгой под названием «Залог на жизнь».
Как пишет Миллер, «первым кандидатом на должность режиссёра этой замысловатой истории стал Жак Турнёр из прибыльного подразделения студии, которое возглавлял Вэл Льютон, где он поставил такие классические фильмы ужасов, как „Люди-кошки“ (1942) и „Я гуляла с зомби“ (1943). Мрачная, психологически насыщенная работа Турнёра, особенно в фильме „Из прошлого“ (1947), могла бы придать фильму немного стиля, но он отказался, сославшись на занятость в других проектах». После отказа Турнёра фильм предложили поставить Рэю, но он также поначалу отказался. По словам Миллера, «после завершения своего первого фильма „Они живут по ночам“ (1949), который наделал много шума на студии, Рэй хотел получить для своей второй картины более сильный материал». В ожидании интересного предложения он отправился у отпуск, а когда вернулся, то увидел, что его первая картина так и не выпущена в прокат. В итоге он уже был «готов работать с чем угодно и согласился взяться за этот фильм».
Как отмечает Миллер, «в романе бывшая певица теряет свою красоту, однако руководство RKO настояло на том, чтобы взять на эту роль потрясающе красивую Морин О’Хару». После этого история была изменена таким образом, что героиня теряет свой звёздный статус из-за потери голоса. По информации Американского института киноискусства, О’Хара была в аренду у студии 20th Century Fox специально для этого фильма. По словам Миллера, «самой главной заботой во время съёмок были короткие костюмы и провокационные позы О’Хары перед камерой. Исполнитель главной мужской роли Мелвин Дуглас позднее скажет, что это был единственный случай, когда во время съёмок любовных сцен он был по-настоящему возбуждён физически».
В числе прочих Рэй привлёк к работе двух своих любимых актёров — Джея С. Флиппена и Курта Конуэя, которых занял в небольших ролях.
Песни в фильме, которая исполняла Грэм, были продублированы голосом певицы Кэй Лоррейн.
Рэй работал над фильмом в хорошем темпе и даже завершил его на четыре дня раньше плана. После предпросмотров Рэй снял дополнительно одну сцену с Грэм в больничной палате.
Рабочими названиями фильма были «Залог на жизнь» и «Долгое отрицание». Когда фильм находился уже на последней стадии производства, кинокомпанию RKO купил знаменитый миллиардер Говард Хьюз. Он поменял у фильма несколько названий, пока не остановился на «Женском секрете», но к тому времени он уже потерял интерес к картине, и её положили на полку более чем на год.
Хотя свой первый фильм «Они живут по ночам» Рэй закончил ещё в 1947 году, из-за задержки Хьюзом он вышел на экраны лишь в ноябре 1949 года. Таким образом первым фильмом Рэя в прокате стал «Женский секрет», который стал демонстрироваться в кинотеатрах в феврале 1949 года.
Как отмечает Миллер, «фильм стал финансовым провалом». При бюджете в 853 тысячи долларов, он принёс убыток в размере 760 тысяч долларов.

## Отношения Рэя и Грэм во время и после завершения съёмок фильма
Как пишет Миллер, во время съёмок фильма «у Рэя и Грэм возникло сильное взаимное влечение». Как позднее говорил сам режиссёр, «он не любил Грэм по-настоящему, но когда она забеременела, то должен был поступить так, как положено». Получив бонус в 5000 долларов за завершение фильма и авансы от RKO и своих агентов, Рэй и Грэм отправились в Лас-Вегас, где поженились через несколько часов после того, как она получила развод от своего тогдашнего мужа, актёра Стэнли Клементса. Гленн Эриксон называет их брак «одним из самых странных в истории Голливуда». По словам Миллера, «пара пыталась сделать брак настоящим. Грэм даже на некоторое время ушла из кино, занимаясь воспитанием сына Тимоти». Однако, как отмечает Миллер, «чудным образом брак распался отчасти из-за того, что Грэм влюбилась в сына Рэя Тони, за которого вышла замуж в 1960 году, таким образом сделав Тимоти своим собственным дядей».

## Оценка фильма критикой

### Общая оценка фильма
Фильм получил преимущественно негативную оценку критики. После его выхода на экраны журнал Variety отметил, что в нём «слишком много неуместных загадок, из-за которых он превращается в весьма разношёрстное зрелище». Современный историк кино Крейг Батлер назвал его «очень неровным небольшим детективным фильмом, в котором так много намешано, что было бы удивительно, если бы он не спотыкался почти на каждом шагу». По мнению критика, сценарий представляет собой «небольшой милый шведский стол, где представлено немного глупости, немного цинизма и немного крутизны», и это «в конце концов становится проблемой». Как далее пишет Батлер, «сложность сюжета задаёт ожидание ударного финала. Вместо этого мы получаем разрешение, вызывающее вопрос „и это всё?“». В итоге, «мы так и не понимаем, почему Морин О’Хара говорила неправду. Характер героини Грэм тоже не вполне понятен. В ней уживаются два разных человека, и чувствуется, что не хватает эпизода, который связал бы две стороны её личности воедино». Майкл Кини отметив, что «всегда приятно смотреть на одну из выдающихся актрис фильма нуар, восхитительную Грэм», далее написал, что «даже она не в состоянии спасти эту пустую историю, после просмотра которой некоторые зрители в недоумении будут чесать свои затылки». Деннис Шварц считает, что Рэй «превратил эту рутинную женскую картину в нечто вроде странного и занимательного фильма нуар с использованием некоторых своих нестандартных приёмов для оживления его сухой истории». По словам киноведа, «в финале картины всё распутывается, но происходит это настолько безучастно и неубедительно, что даже в прибранном виде эта блестящая неразбериха всё равно не доставляет удовлетворения». Фрэнк Миллер отметил, что в этой картине «Рэй предпринял неожиданное путешествие в мир романтической мелодрамы», сделав то, «что критики того времени назвали бы „женской картиной“,… уйдя в мыльную оперу дальше, чем когда-либо. И всё же он предлагает захватывающую, более язвительную версию той же темы, которая с большим успехом будет раскрыта в фильме „Всё о Еве“ (1950)». Спенсер Селби также обратил внимание на этот фильм, в центре внимания которого оказался конфликт двух женщин, заканчивающийся выстрелом, после чего «с помощью флэшбеков объясняются причины происшедшего».

## Особенности сценария и композиции фильма
Хэл Эриксон обращает внимание на то, что в этой «кинематографической мыльной опере сценарист Херман Манкевич применил тот же приём с последовательно состыкованными флэшбеками, который он с таким успехом использовал в фильме „Гражданин Кейн“». Со своей стороны, Гленн Эриксон отмечает, что Манкевич, который «кажется, не испытывает особенного уважения к изначальному материалу Викки Баум», «многократно перемешал историю». Он далее пишет, что «в заключительной части фильм на некоторое время теряет свою остроту, предлагая милые, но несущественные сцены отношений детектива со своей женой-домохозяйкой, которой он позволяет выступить в качестве детектива-любителя и взять расследование в свои руки». А ближе к финальным сценам «после двух продолжительных флэшбеков и противоречивых показаний свидетелей зритель вообще подходит в замешательстве относительно того, что произошло». При этом «как минимум один из флэшбеков Манкевича является трюком, вводящим зрителя в заблуждение, точно также как и флэшбек в фильме Хичкока „Страх сцены“ (1950), который представляет ложную версию того, что произошло на самом деле».
Фрэнк Миллер также пишет о том, что «Манкевич попытался усилить композицию фильма несколькими флэшбеками, включая один, который представляет одну и ту же сцену с нескольких точек зрения. Этот же приём, по словам Миллера, был использован в фильме „Сила и слава“ (1933), а также в „Гражданине Кейне“ (1941)». Кроме того, «два флэшбека были обманными, и этот приём Альфред Хичкок охарактеризовал как на явный билет к коммерческой неудаче после того, как сам испытал его в своей картине „Страх сцены“ (1950)». Крейг Батлер обращает внимание на «приятный и сочный актёрский текст Манкевича, который подаётся на несколько вкусов. Его терпкая и острая часть, особенно, хороша в исполнении рассерженной Грэм. Другая его часть представляется собой загадочную смесь усталых острот и восторженного энтузиазма, и это часто относится к репликам Мелвина Дугласа». Что же касается постановки Рэя, то, по мнению Батлера, она «неровная, местами отличная, местами неинтересная».

### Оценка актёрской игры
Среди актёров фильма рецензент Variety отметил, прежде всего, Грэм в роли «неряшливой пискуньи», которая «получает гандикап в виде плохого грима и неподобающей причёски». Также отмечается, что «О’Хара выдаёт точный портрет самой себя, а Дуглас слишком скромен в роли друга-пианиста». С другой стороны, «Флиппен первоклассно исполняет роль детектива, поднимая уровень своих сцен, как и Мэри Филипс в роли его жены и сыщика-любителя».
Как пишет Гленн Эриксон, хотя знаменитый режиссёр «Билли Уайлдер и считал, что Николас Рэй был слишком пассивным на съёмочной площадке», однако «ему в заслугу можно поставить то, что он добивался освежающе интересной игры от своих актёров, какова бы ни была тема его фильма». Киновед считает, что и этот фильм «демонстрирует мастерство Рэя в работе с актёрами». Так, «О’Хара наконец на время прерывает череду своих одномерных приключенческих ролей, а Грэм выдаёт интересную игру в качестве поверхностной и эмоциональной молодой певицы, которая тратит все свои деньги на лже-предсказателей, а после неудавшейся глупой попытки отхватить Люка занимается саморазрушением». Что же касается Мелвина Дугласа, то он «играет прочную романтическую опору героини, хотя может быть и не столь оживлённо, как он это делал в комедиях десять лет назад».
Крейг Батлер считает, что «О’Хара выглядит великолепно, но порой кажется немного не в своей тарелке. Грэм также справляется с ролью хорошо, даже несмотря на то, что не может примирить между собой две половинки своего персонажа, а Дуглас просто ас на протяжении всего фильма». Вообще, по мнению критика, «благодаря хорошей игре О’Хары, Грэм, Джея С. Флиппена и Мэри Филипс вы получите достаточно того, ради чего картину стоит посмотреть». Остаётся лишь пожелать, «чтобы она была столь же хороша на всём своём протяжении, как в свои лучшие моменты».